# Ledu

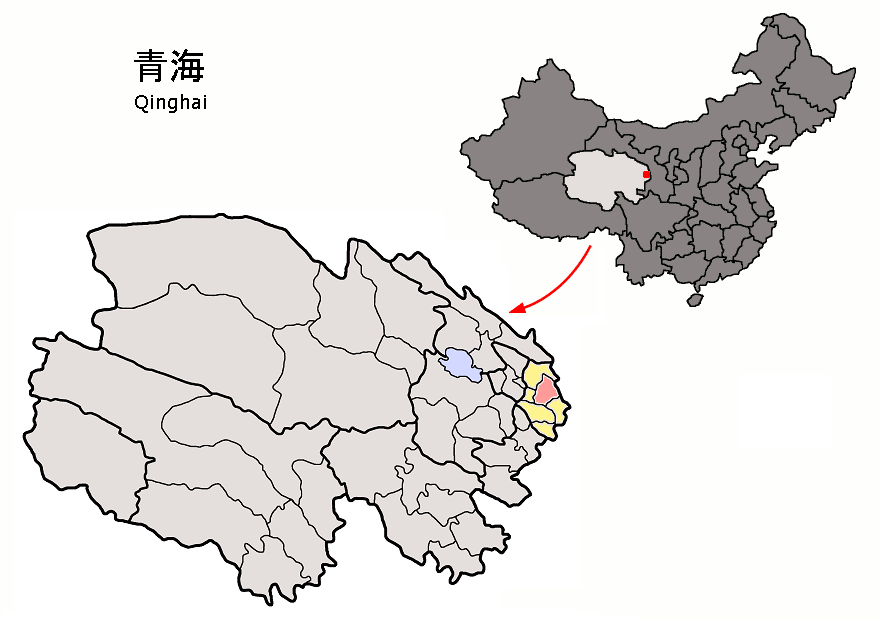
Lage von Ledu

Ledu (chinesisch 乐都区, Pinyin Lèdū Qū) ist ein Stadtbezirk der bezirksfreien Stadt Haidong im Osten der chinesischen Provinz Qinghai. Er hat eine Fläche von 2.481 km² und zählt 240.949 Einwohner (Stand: Zensus 2020). Sein Hauptort ist die Großgemeinde Nyainbo (碾伯镇).

## Administrative Gliederung
Auf Gemeindeebene setzt sich der Stadtbezirk aus sieben Großgemeinden und zwölf Gemeinden, davon drei Nationalitätengemeinden, zusammen. Diese sind (amtl. Schreibweise / Chinesisch):
| Großgemeinde Nyainbo 碾伯镇 Großgemeinde Gaomiao 高庙镇 Großgemeinde Hongshui 洪水镇 Großgemeinde Yurun 雨润镇 Großgemeinde Gaodian 高店镇 Großgemeinde Shoule 寿乐镇 Großgemeinde Qutan 瞿昙镇 Gemeinde Gonghe 共和乡 Gemeinde Zhongling 中岭乡 Gemeinde Lijia 李家乡 | Gemeinde Luhua 芦化乡 Gemeinde Maying 马营乡 Gemeinde Machang 马厂乡 Gemeinde Putai 蒲台乡 Gemeinde Fengdui 峰堆乡 Gemeinde Chengtai 城台乡 Gemeinde Dara der Tu 达拉土族乡 Gemeinde Zhongba der Tibeter 中坝藏族乡 Gemeinde Xiaying der Tibeter 下营藏族乡 |

## Ethnische Gliederung der Bevölkerung (2000)
Beim Zensus im Jahr 2000 hatte Ledu 262.704 Einwohner.
| Name des Volkes | Einwohner | Anteil  |
| --------------- | --------- | ------- |
| Han             | 226.920   | 86,38 % |
| Tibeter         | 16.870    | 6,42 %  |
| Tu              | 8.409     | 3,2 %   |
| Mongolen        | 5.880     | 2,24 %  |
| Hui             | 4.283     | 1,63 %  |
| Manju           | 157       | 0,06 %  |
| Salar           | 104       | 0,04 %  |
| Dongxiang       | 30        | 0,01 %  |
| Zhuang          | 20        | 0,01 %  |
| Sonstige        | 31        | 0,01 %  |